# Euonymus lanceifolia
Euonymus lanceifolia е вид растение от семейство Чашкодрянови (Celastraceae).

## Разпространение
Видът е ендемичен за Китай, където е уязвим.